# Vanzone con San Carlo
Vanzone con San Carlo est une commune de la province du Verbano-Cusio-Ossola dans le Piémont en Italie.

## Géographie
Vanzone con San Carlo est située sur la route qui remonte toute la vallée Anzasca pour parvenir à la station Macugnaga au pied du Mont Rose. Sa situation à mi-chemin entre le bas et le fond de la vallée explique entre autres sa prospérité passée et actuelle (dans une certaine mesure).

## Architecture
Sur le plan architectural, cette commune abrite un certain nombre d'exemples de maisons particulières et d'ouvrages religieux qui reflètent la richesse culturelle, historique et même industrielle de cette région.
L'architecture ainsi que les techniques et matériaux sont le plus souvent issus de ceux de la communauté des Walser, ces hommes et femmes (originaires d'une région suisse de même nom) qui ont émigré dans diverses régions alpines dont le Nord de l'Italie.

## Monuments
Vanzone con San Carlo abrite plusieurs églises, plusieurs chapelles et une multitude d'autels-reposoirs, richement ornés et très souvent décorés de fresques. Ces ouvrages religieux se trouvent dans le bourg central, mais aussi le long des routes ou bien encore sur les alpages en montagne.

## Administration
| Période                                  | Période  | Identité         | Étiquette | Qualité |
| ---------------------------------------- | -------- | ---------------- | --------- | ------- |
| 14 juin 2004                             | En cours | Renato Oberoffer |           |         |
| Les données manquantes sont à compléter. |          |                  |           |         |

### Hameaux
Roletto, Ronchi Dentro, Ronchi Fuori, Valeggio, Croppo

### Communes limitrophes
Antrona Schieranco, Bannio Anzino, Calasca-Castiglione, Ceppo Morelli